# Monomma perrieri bourgeoisi
Monomma perrieri bourgeoisi es una subespecie de coleóptero de la familia Monommatidae.

## Distribución geográfica
Habita en Madagascar.